# Ticino
 Denne artikel omhandler en schwezisk kanton. Opslagsordet har også en anden betydning, se Ticino (flod).
Ticino (på fransk og tysk Tessin) er en kanton i Schweiz. Den har et areal på 2.812 km2
og et indbyggertal på 353.343 (2018) indbyggere.

## Geografi
Kantonen ligger på den sydlige skrænt af Alperne og har sit navn fra floden Ticino, der flyder ind i Lago Maggiore. På grund af sin geografiske placering har kantonen et varmere klima end resten af landet og turisme er den vigtigste industri. Ticino er Schweiz' eneste fuldt ud italiensktalende kanton.

## Historie
Området blev erobret af Schweiz i 15. århundrede, men blev først fuldt medlem af konføderationen i 1803. Oprindelig vekslede hovedstaden i kantonen mellem Lugano, Locarno og Bellinzona, men sidstnævnte blev gjort til permanent hovedstad i 1878. Ticino grænser op til Italien mod vest, syd og øst og omringer derudover selv en lille enklave af italiensk territorium, Campione d'Italia, der ligger ud til Luganosøen.